# Planina pod Golico
Planina pod Golico este o localitate din comuna Jesenice, Slovenia, cu o populație de 244 de locuitori.